# Serra de Campestés
La Serra de Campestés és una serra situada als municipis de Granyena de les Garrigues a la comarca de les Garrigues i Alcanó a la del Segrià, amb una elevació màxima de 333,5 metres.